# Anastoechus rubicundus
Anastoechus rubicundus är en tvåvingeart som beskrevs av Mario Bezzi 1924. Anastoechus rubicundus ingår i släktet Anastoechus och familjen svävflugor.
Artens utbredningsområde är Somalia. Inga underarter finns listade i Catalogue of Life.